# Magyarország a 2022-es fedett pályás atlétikai világbajnokságon
Magyarország a szerbiai Belgrádban megrendezett 2022-es fedett pályás atlétikai világbajnokság egyik részt vevő nemzete, öt sportolóval képviseltette magát. Kvalifikálta magát a vb-re, de nem indult: Krizsán Xénia (a szabadtéri szezonra készül), Szűcs Valdó (sérülés), Baji Balázs (visszavonult), Szögi István és Kerekes Gréta. Kozák Luca a versenyt megelőző napokban egy edzésen combhajlítóizom-sérülést szenvedett, ezért visszalépett a vb-től.

## Eredmények

### Férfi
| Versenyző         | Versenyszám | Előfutam | Előfutam | Előfutam | Elődöntő | Elődöntő | Elődöntő | Döntő   | Döntő    |
| Versenyző         | Versenyszám | Idő      | Hely.    | Össz.    | Idő      | Hely.    | Össz.    | Idő     | Helyezés |
| ----------------- | ----------- | -------- | -------- | -------- | -------- | -------- | -------- | ------- | -------- |
| Illovszky Dominik | 60 m        | 6,67     | 6.       | 27.      | kiesett  | kiesett  | kiesett  | kiesett | kiesett  |
| Vindics Balázs    | 800 m       | 1:49,52  | 4.       | 17.      |          |          |          | kiesett | kiesett  |
| Szeles Bálint     | 60 m gát    | 7,81     | 5.       | 35       | kiesett  | kiesett  | kiesett  | kiesett | kiesett  |

### Női
| Versenyző  | Versenyszám | Előfutam     | Előfutam     | Előfutam     | Elődöntő     | Elődöntő     | Elődöntő     | Döntő        | Döntő        |
| Versenyző  | Versenyszám | Idő          | Hely.        | Össz.        | Idő          | Hely.        | Össz.        | Idő          | Helyezés     |
| ---------- | ----------- | ------------ | ------------ | ------------ | ------------ | ------------ | ------------ | ------------ | ------------ |
| Kozák Luca | 60 m gát    | visszalépett | visszalépett | visszalépett | visszalépett | visszalépett | visszalépett | visszalépett | visszalépett |

| Versenyző         | Versenyszám | Döntő    | Döntő    |
| Versenyző         | Versenyszám | Eredmény | Helyezés |
| ----------------- | ----------- | -------- | -------- |
| Nguyen Anasztázia | Távolugrás  | 6,39 m   | 13.      |